# Theodor Groll

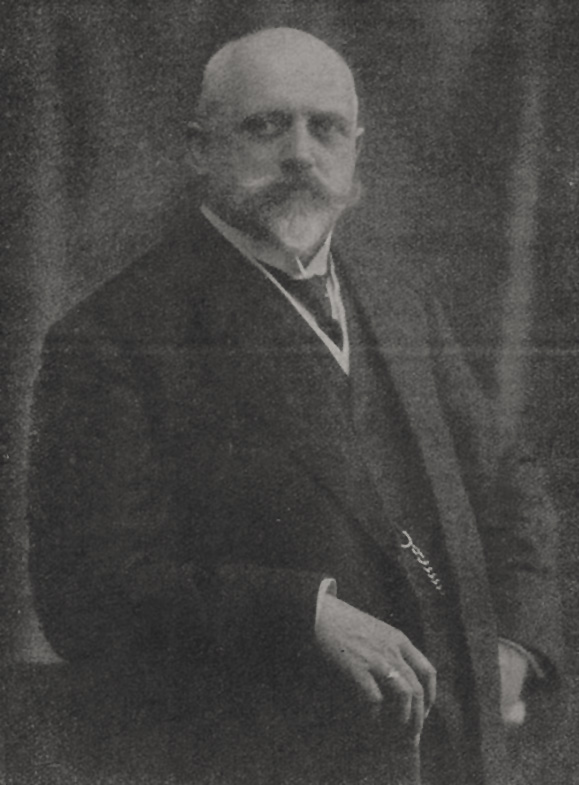
Theodor Groll

Theodor Groll, auch Theodor Groll der Jüngere (* 9. Februar 1857 in Düsseldorf; † 2. April 1913 ebenda), war ein deutscher Genre-, Landschafts- und Architekturmaler der Düsseldorfer Schule.

## Leben

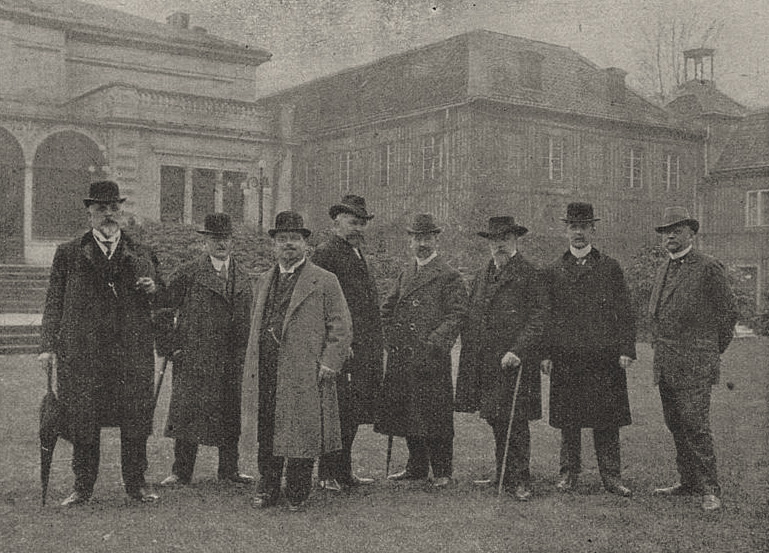
Gruppenführer der Malkasten-Redoute im Jahr 1912, von links nach rechts: Theodor Groll, Hermann Pohle, Arthur Wansleben, Architekt Thilo Schneider, Friedrich Coubillier, Henrik Nordenberg, Carl Murdfield, Fritz von Wille

Groll wurde als Sohn des Düsseldorfer Handschuhmachers und Schriftstellers Theodor Groll (* 1831) geboren. 1878 beendete er seine Schulausbildung am Städtischen Realgymnasium zu Düsseldorf. Anschließend besuchte er die Berliner Bauakademie, an der er das Examen zum Regierungsbaumeister ablegte. Danach wechselte er das Fach und wurde Privatschüler beim Düsseldorfer Landschafts- und Vedutenmaler Caspar Scheuren. Groll unternahm zahlreiche Studienreisen, mehrfach nach Italien. Im April 1890 besuchte er Rom. Ab 1892 hielt er sich mehrere Jahre in den Vereinigten Staaten auf. 1893 war er Preisrichter auf der World’s Columbian Exposition in Chicago. 1896 bereiste er süd- und mitteldeutsche Städte. 1904 gründete Groll zusammen mit den Malern Hans Deiker, Carl Haver, Carl Jutz d. J., Gustav Rutz, Emil Schultz-Riga und anderen in Düsseldorf die Novembergruppe. Groll war Mitglied des Vereins der Düsseldorfer Künstler und des Künstlervereins Malkasten, denen er mehrere Jahre als Vorsitzender diente. Theodor Groll verstarb in der Nacht zum 3. April 1913.

## Werke (Auswahl)

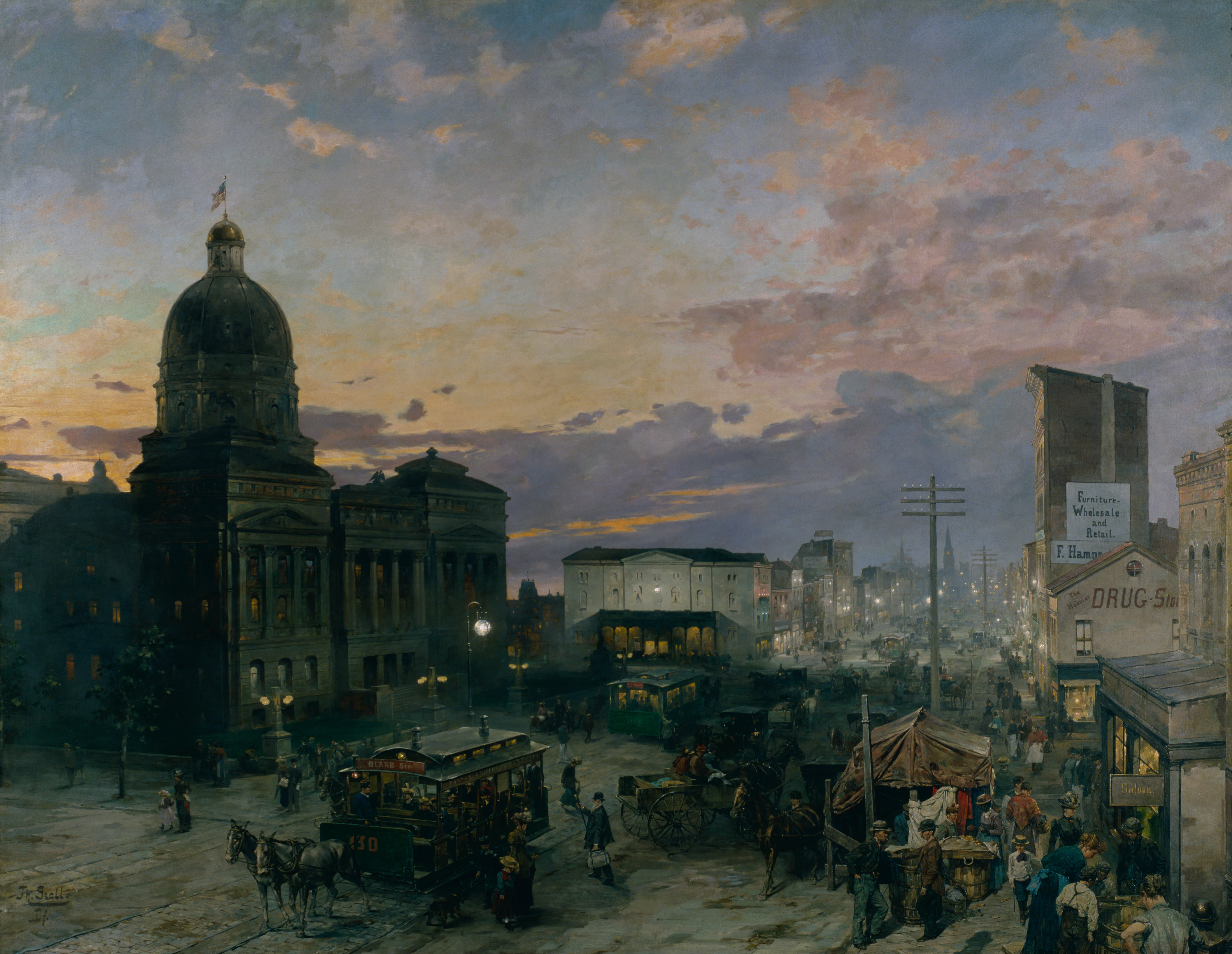
Washington Street (Indianapolis At Dusk) – abendliche Straßenszene in Indianapolis vor dem alten Marion County Courthouse, 1893

Einen besonderen Namen machte sich Groll durch seine feine, detailreiche Architekturmalerei. Neben Oswald Achenbach, Albert Flamm und anderen gehört er zu den „Italienmalern“ der Düsseldorfer Schule. Bei einer internationalen Kunstauktion im Jahr 2013 wurde Grolls Nachmittag in Venedig für 58.750 Euro versteigert.
- Pompei (Blick zum Apollo-Tempel), 1891, Stiftung Sammlung Volmer[9]
- Markt in Verona, um 1891, Museum Kunstpalast[10]
- Washington Street (Indianapolis At Dusk), Indianapolis Museum of Art[11]
- Auf einer Straße vor Florenz, 1899[12]
- Titusbogen im Forum Romanum in Rom, 1900
- Riva am Gardasee
- Die Burg Sirmione am Gardasee, 1902
- Schloss Benrath (Blick auf das Corps de Logis)
- Piazza del Campo (Siena), 1906
- Nachmittag in Venedig, 1907
- Venedig (Die Portal della Carta zwischen San Marco und dem Dogenpalast), 1907
- Venezianischer Palazzo